# Paul Tierney
Paul Tierney (Wigan, 25 december 1980) is een Engels voetbalscheidsrechter. Hij was in dienst van FIFA en UEFA tussen 2018 en 2022. Ook leidt hij sinds 2014 wedstrijden in de Premier League.
Op 30 augustus 2014 leidde Tierney zijn eerste wedstrijd in de Engelse nationale competitie. Tijdens het duel tussen Swansea City en West Bromwich Albion (3–0) trok de leidsman driemaal de gele kaart. In Europees verband debuteerde hij tijdens een wedstrijd tussen NK Maribor en Partizan Tirana in de eerste voorronde van de Europa League; het eindigde in 2–0 en Tierney hield zijn kaarten op zak. Zijn eerste interland floot hij op 1 september 2021, toen Moldavië met 0–2 verloor van Oostenrijk in een kwalificatiewedstrijd voor het WK 2022. De doelpunten kwamen van Christoph Baumgartner en Marko Arnautović. Tijdens dit duel gaf Tierney twee gele kaarten, aan de Moldaviërs Oleg Reabciuk en Alexandr Belousov.
In het voorjaar van 2021 werd Tierney aangsteld als scheidsrechter voor de finale van de EFL Cup tussen Manchester City en Tottenham Hotspur.

## Interlands
| Datum            | Plaats             | Wedstrijd             | Uitslag | Competitie           | Kreeg geel | Kreeg voor de tweede keer geel en dus rood | Weggestuurd |
| ---------------- | ------------------ | --------------------- | ------- | -------------------- | ---------- | ------------------------------------------ | ----------- |
| 1 september 2021 | Chișinău, Moldavië | Moldavië – Oostenrijk | 0 – 2   | WK 2022 kwalificatie | 2          | 0                                          | 0           |
| 29 maart 2022    | Cardiff, Wales     | Wales – Tsjechië      | 1 – 1   | Vriendschappelijk    | 0          | 0                                          | 0           |